# Leon Barciszewski

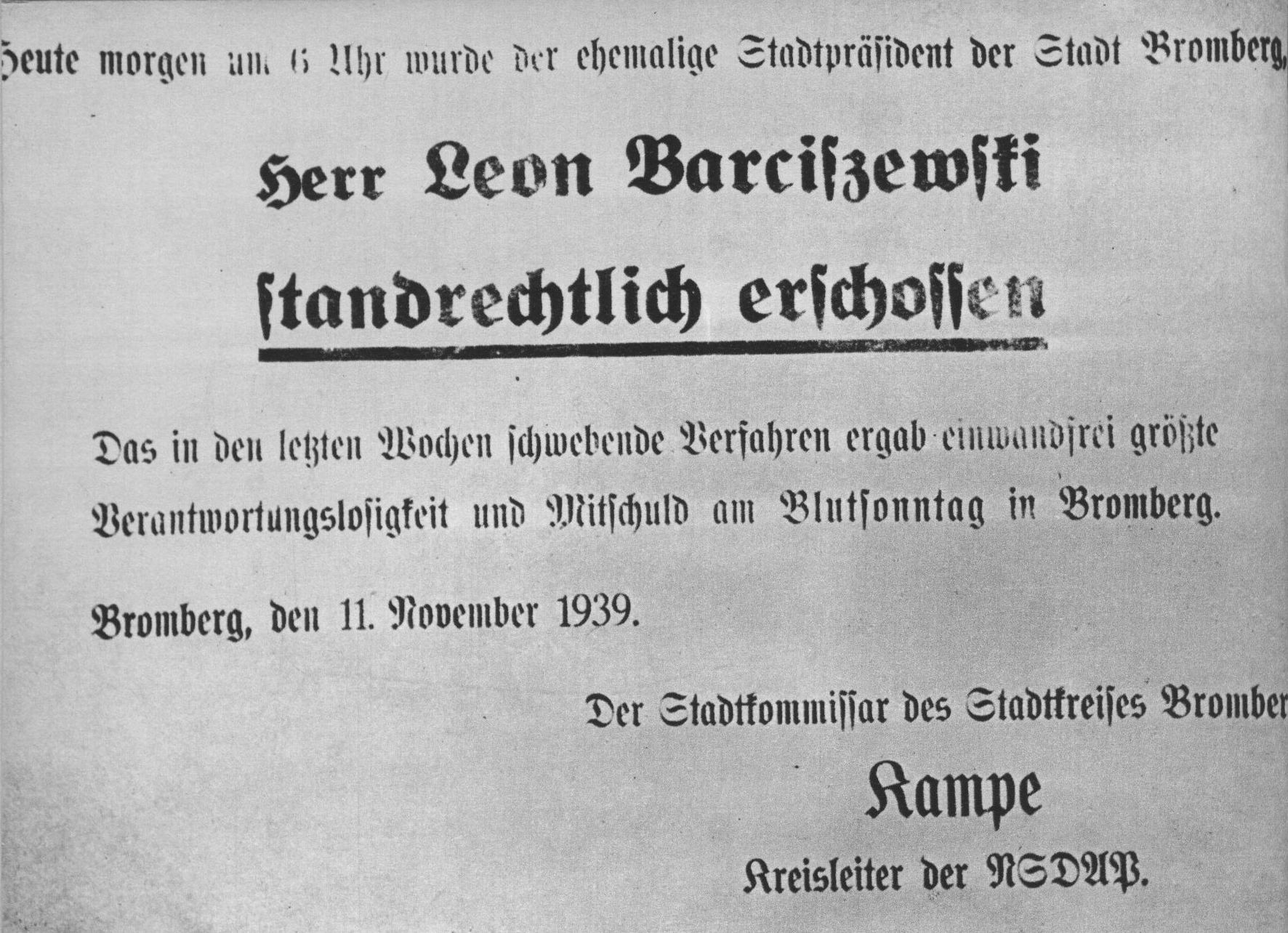
Obwieszczenie nadburmistrza Wernera Kampego, informujące o rozstrzelaniu w dniu 11 listopada 1939 prezydenta Bydgoszczy – Leona Barciszewskiego

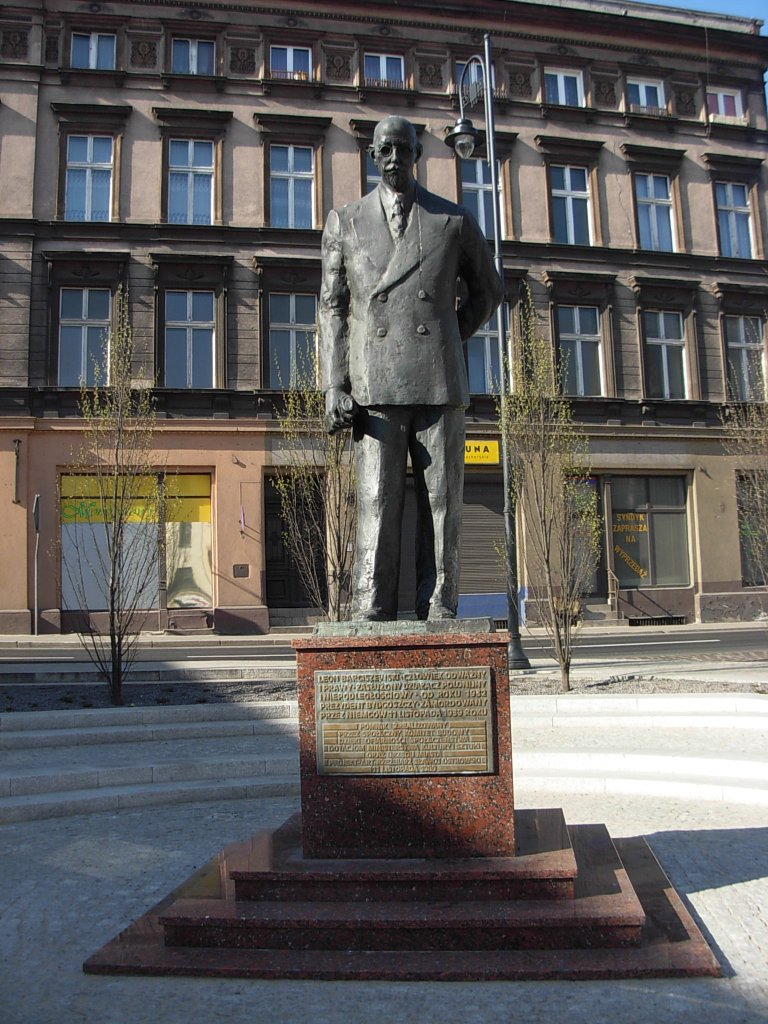
Pomnik Leona Barciszewskiego na Wełnianym Rynku w Bydgoszczy

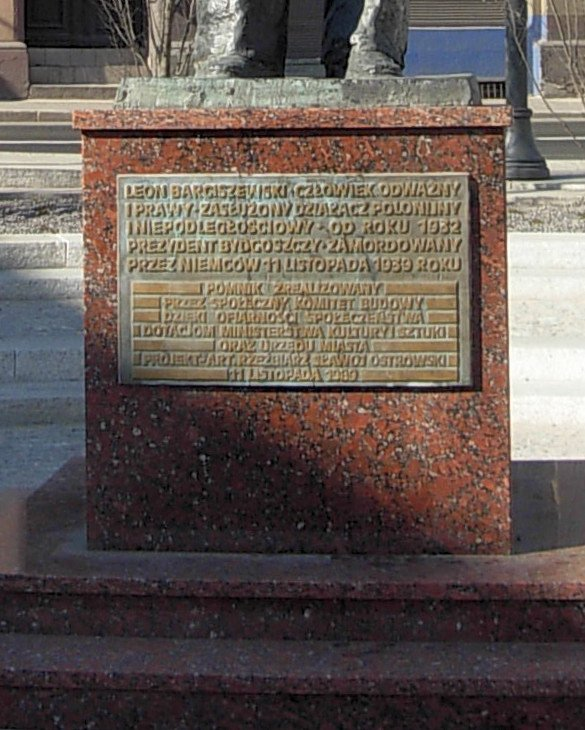
Tablica na pomniku

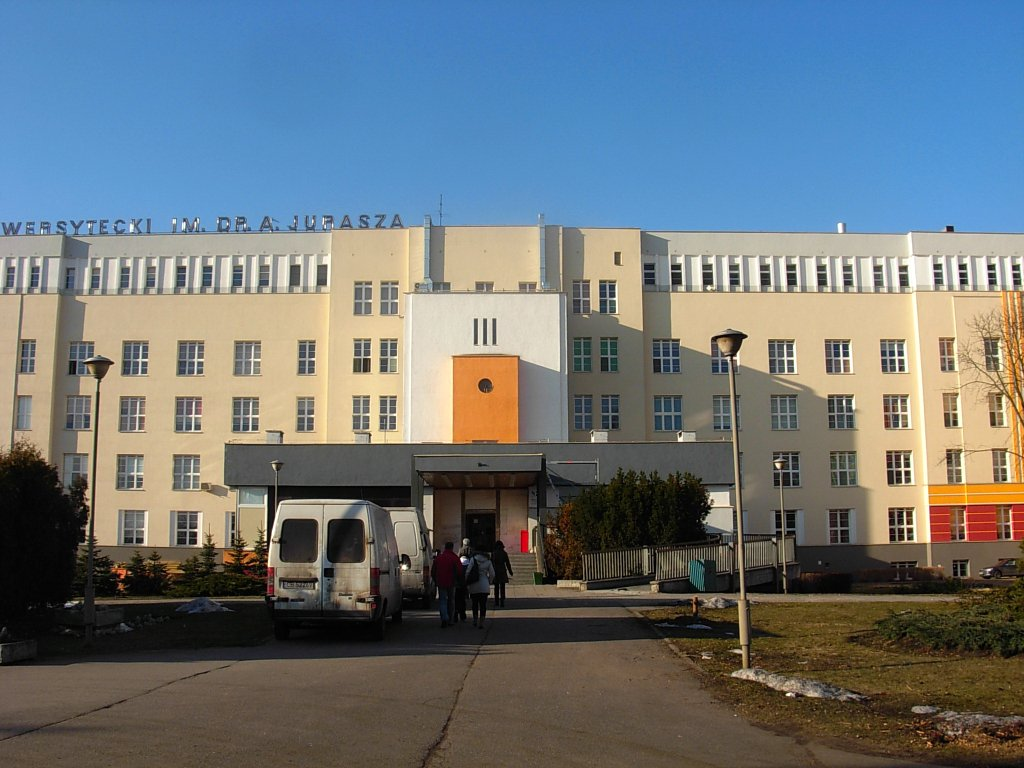
Szpital Miejski ukończony za kadencji Leona Barciszewskiego; od 2004 r. Szpital Uniwersytecki im. dr. A. Jurasza w Bydgoszczy

Leon Barciszewski (ur. 10 maja 1883 w Tulcach, zm. 11 listopada 1939 w Bydgoszczy) – polski działacz samorządowy, urzędnik konsularny, prezydent Gniezna (1925–1932) i Bydgoszczy (1932–1939), Wiceprezes Związku Związków Komunalnych Kas Oszczędności w 1939 roku, członek sejmiku wojewódzkiego w Poznaniu w 1927 roku.

## Życiorys
Urodził się 10 maja 1883 we wsi Tulce, w dawnym powiecie średzkim, obecnie należącej do miejskiej aglomeracji Poznania. Był synem Eustachiusza (zm. 1917), mistrza kowalskiego i Augustyny z Morawskich (1849–1911). Uczył się w gimnazjum Marii Magdaleny w Poznaniu, skąd za swoją zdecydowaną patriotyczną postawę został wydalony.

### Działalność w Berlinie
Po odbyciu obowiązkowej służby wojskowej w pruskiej armii, wyjechał do Berlina, gdzie uczył się zawodu ślusarza, jednocześnie się dokształcając. Został działaczem organizacji polonijnych realizując popularne wówczas hasło: „I na obczyźnie Polacy wierni ojczyźnie!”.
Był m.in. prezesem Związku Towarzystw Polskich w Berlinie, członkiem zarządu i prezesem Towarzystwa Przemysłowców Polskich, członkiem Towarzystwa Metalowców Polskich oraz Towarzystwa Wyborczego Berlin-Wedding. W latach 1908–1911 działał w Polskim Komitecie Politycznym w Berlinie. Był współorganizatorem Towarzystwa Opieki nad Wychodźcami Sezonowymi z siedzibą w Poznaniu (1911), a następnie kierownikiem biura i sekretarzem tego Towarzystwa w Berlinie (1912). Udzielał się także w Towarzystwie Polskim „Przytulisko” – organizacji charytatywnej opiekującej się robotnikami polskimi przejeżdżającymi przez stolicę Rzeszy. W latach 1916–1918 zajmował stanowisko członka zarządu Banku „Skarbona” w Berlinie.
Pisywał artykuły do polskich gazet i czasopism, zwłaszcza do „Ruchu Chrześcijańsko-Społecznego” wydawanego w Poznaniu i „Kraju” – organu Towarzystwa Emigracyjnego w Krakowie. Został członkiem komisji redakcyjnej „Polaka na Obczyźnie”. Stale współpracował z „Dziennikiem Berlińskim” – organem wychodźstwa polskiego w Niemczech. Z czasem stał się współwłaścicielem tej gazety.
Po wybuchu I wojny światowej zainicjował Komitet dla Bezdomnych, który opiekował się jeńcami wojennymi z armii carskiej narodowości polskiej, robotnikami sezonowymi, internowanymi i wszystkimi rodakami, którzy znaleźli się w Niemczech w trudnej sytuacji. W 1915 został zmobilizowany do armii niemieckiej, ale już w 1916 w wyniku zabiegów „Skarbony” został zwolniony z wojska i wrócił do Berlina, gdzie natychmiast podjął działalność zwłaszcza w Komitecie Politycznym. Z ramienia tego Komitetu od lipca 1917 brał udział w pracach Komisji do Spraw Wychodźstwa.
Po ukonstytuowaniu się w grudniu 1917 Komitetu Reemigracyjnego w Berlinie pełnił w nim funkcję skarbnika i delegata Rady Narodowej w Poznaniu. Na początku 1918 był jednym ze współorganizatorów Towarzystwa Pomocy Naukowej dla młodzieży Berlina i okolicy, mającego ułatwić kształcenie zdolnej młodzieży, spośród Polonii w Niemczech. W 1919 czynnie uczestniczył w reorganizacji Komitetu Politycznego, a po utworzeniu 18 maja 1919 Komitetu Narodowego Polaków, został jego członkiem.

### Konsul w Niemczech
Po zakończeniu I wojny światowej udzielał pomocy Powstaniu Wielkopolskiemu i tym Polakom, którzy zdecydowali się na powrót do kraju. Jako zastępca Konsula Generalnego w Berlinie przeprowadził repatriację ok. 200 tys. polskich jeńców cywilnych i wojskowych. Kiedy Polska wróciła na mapę Europy, z polecenia rządu polskiego w Warszawie zorganizował polski konsulat w Essen i został jego pierwszym konsulem (1920–1925). Jednym ze specjalnych jego zadań na placówce w Essen było studiowanie działalności samorządów miejskich, z tego względu, że w ówczesnych samorządach wielu miast Westfalii, Nadrenii i Zagłębia Ruhry polskie kluby radnych odgrywały dużą rolę, niekiedy dysponując nawet bezwzględną większością głosów.
Po wycofaniu się Francuzów z Zagłębia Ruhry wiosną 1924, za swoją społeczną postawę wobec robotników francuskich i polskich został przez niemieckich ekstremistów uznany za persona non grata i zmuszony do opuszczenia Niemiec. Niemal sześcioletnia działalność Barciszewskiego w polskiej służbie dyplomatycznej w Niemczech spotkała się z wysoką oceną Ministerstwa Spraw Zagranicznych w Warszawie.

### Burmistrz Gniezna
Leon Barciszewski już od 1922 podejmował starania powrotu do kraju. W kwietniu 1922 kandydował na urząd prezydenta Bydgoszczy, przegrywając konkurs jednym głosem z Bernardem Śliwińskim. W 1923 ubiegał się o prezesurę Okręgowego Urzędu Ziemskiego w Poznaniu. Z zabiegów o to stanowisko ostatecznie zrezygnował wobec sugestii władz polskich, doradzających mu pozostanie w Essen.
16 października 1924 zwyciężył w wyborach burmistrza Gniezna. Po zatwierdzeniu go na stanowisku przez Ministerstwo Spraw Wewnętrznych 18 listopada 1924 został zwolniony z dyplomacji, a z dniem 10 marca 1925 rozpoczął urzędowanie w Gnieźnie. Na urzędzie dał się poznać jako wytrawny gospodarz, szczególnie na odcinku usprawnienia gospodarki komunalnej i jej infrastruktury. Jego zabiegom Gniezno zawdzięczało uzyskanie statusu miasta wydzielonego, zaś burmistrz otrzymał tytuł prezydenta miasta. Majątek miasta wzrósł daleko więcej niż zadłużenie, a Gniezno „zmieniło zupełnie swoją szatę zewnętrzną”.

### Prezydent Bydgoszczy
22 września 1932 na posiedzeniu Rady Miejskiej wybrano go na prezydenta Bydgoszczy na 12-letnią kadencję. Z dniem 8 listopada 1932 objął urząd, wygłaszając przy tej okazji przemówienie w którym tak się między innymi wyraził: 

„Urzędnicy jako funkcjonariusze urządzeń miejskich, są zatem sługami społeczeństwa, miasta i państwa. Powołany na pierwszego urzędnika tego miasta, chcę być pierwszym nie tylko w moich prawach, ale w spełnianiu swoich obowiązków. W odniesieniu do wszystkich pracowników moich nie uważam siebie za ich pana ani pracodawcę. Naszym wspólnym pracodawcą jest to miasto, któremu wspólnie służymy. Pragnę, dla nich być zwierzchnikiem sprawiedliwym, ale wyrozumiałym i tylko wtenczas, gdy ze swej strony spełnią w stu procentach swoje wobec tego miasta obowiązki. Całym sercem współczuję upośledzonym-bezrobotnym, którzy bezskutecznie wyciągają zdrowe ręce do pracy. O nich chcę specjalnie pamiętać... Czeka nas ciężka i mozolna praca...”

Chociaż obejmował urząd w okresie głębokiego kryzysu gospodarczego, czasy jego prezydentury przyniosły szereg sukcesów: zmniejszenie o połowę liczby bezrobotnych w mieście (z 12 000 w 1932 do 7000 w 1939 r.), aktywizację budownictwa mieszkaniowego, zmniejszenie zadłużenia, ukończenie ważnych inwestycji: szpitala na Bielawkach, elektrowni na Jachcicach, rozbudowy gazowni oraz rzeźni miejskiej. Organizował osobiście różnorodne źródła pomocy dla bezrobotnych, powołując komitety, przeprowadzając zbiórki, w których sam brał udział, kwestując na ulicach miasta ze skarbonką.
W okresie jego urzędowania zbudowano i unowocześniono szereg zakładów przemysłowych, m.in. fabrykę „Karbid Wielkopolski”, „Kabel Polski”, rozbudowano rzeźnię miejską (stała się ośrodkiem pracy firmy Bacon Export, Gniezno S.A. największego przedsiębiorstwa tego rodzaju w Polsce) i przedsiębiorstwa transportu wodnego Lloyd Bydgoski. Pobudzał budownictwo mieszkaniowe, w tym także dla najbiedniejszych. Przyczynił się wydatnie do zmniejszenia zadłużenia miasta. Od 1933 był przewodniczącym Rady Nadzorczej Lloyda Bydgoskiego. Działając w firmie „Bacon-Export” przyczynił się do rozwoju przemysłu bekonowego w Polsce, a Bydgoszcz stała się jednym z największych jego ośrodków.
Nie zaniedbywał działalności na polu gospodarczym. Jako prezydent Bydgoszczy był dwukrotnie wybierany na stanowisko prezesa komunalnego Związku Kredytowego Wielkopolski i Pomorza oraz prezesa Komunalnego Banku Kredytowego z siedzibą w Poznaniu. W 1937 został wybrany prezesem Związku Kas Komunalnych woj. poznańskiego i pomorskiego. Będąc wytrawnym znawcą zagadnień samorządowych uczestniczył z ramienia Związku Miast Polskich m.in. w Międzynarodowym Kongresie Miast w Londynie (1932) oraz Międzynarodowym Kongresie Kas Oszczędności w Zagrzebiu (1937).
Przeciwstawiał się dyskryminacji Bydgoszczy, uprawianej przez poznańskie władze wojewódzkie. Kontynuował zabiegi swoich poprzedników, zwłaszcza prezydenta Bernarda Śliwińskiego, zmierzające do włączenia Bydgoszczy do województwa pomorskiego, co ostatecznie nastąpiło w kwietniu 1938. Nie powiodły się natomiast jego starania o przeniesienie stolicy województwa z Torunia do Bydgoszczy.
Spore osiągnięcia miał w łagodzeniu i eliminowaniu napięć społecznych w mieście. Sam będąc bezpartyjnym, z dużą zręcznością lawirował pomiędzy dwoma największymi ugrupowaniami politycznymi w Bydgoszczy: chadecją, posiadającą tu tradycyjnie duże wpływy i sanacją dążącą do opanowania władzy. Doskonale znając mentalność Niemców starał się o poprawną koegzystencję polskich i niemieckich mieszkańców Bydgoszczy. Pilnie przy tym baczył, by działalność Niemców bydgoskich mieściła się w granicach prawa i by lojalnie wypełniali obowiązki obywateli polskich. W latach 1933–1939 był z urzędu przewodniczącym Rady Miejskiej.
Był również cenionym mecenasem życia kulturalnego i społecznego, biorąc czynny udział we wszystkich jego przejawach. Aktywnie działał w stowarzyszeniach. Był m.in. prezesem Związku Popierania Turystyki i przewodniczącym bydgoskiego Miejskiego Komitetu Wychowania Fizycznego i Przysposobienia Wojskowego. W latach 1924–1939 czynnie uczestniczył w pracach Koła Miast Wielkopolskich (prezes w 1930) i Związku Miast Polskich (członek zarządu i szeregu komisji). W latach 1937–1938 był przedstawicielem Związku Miast Polskich w Państwowej Radzie Komunikacyjnej.

### Mord na prezydencie
Wybuch II wojny światowej nie był dla Barciszewskiego zaskoczeniem. Już w 1938 był przekonany o jej nieuchronności, jednak nie dopuszczał do siebie myśli, że Polska może ponieść klęskę. 3 września 1939 opuścił Bydgoszcz i udał się do Włocławka na naradę prezydentów miast, którą zwołał wojewoda pomorski. Tam zarządzono dalszą ewakuację. Barciszewski udał się początkowo do Warszawy, gdzie połączył się z rodziną, a następnie do Lwowa i nadgranicznych Zaleszczyk. Tutaj dowiedziawszy się o przeprowadzonej przez okupantów niemieckich krwawej eksterminacji ludności polskiej w Bydgoszczy i o posądzeniach jego osoby o rzekome przywłaszczenie pieniędzy z kasy miejskiej, pomimo ostrzeżeń przyjaciół wrócił, jak sam się wyraził, do Bydgoszczy „na Golgotę”, aby być razem z jej mieszkańcami w najtrudniejszych chwilach. Dotarł do Bydgoszczy 9 października 1939 i zatrzymał się u krewnych przy ul. Długiej. W dwie godziny po jego przybyciu gestapo aresztowało go wraz z żoną i synem i przewiozło do więzienia przy ul. Poniatowskiego.
Niemcy oskarżyli go o wrogość do III Rzeszy i obciążyli odpowiedzialnością za tzw. „krwawą niedzielę”, iż „nie użył swojego stanowiska służbowego i wpływu osobistego, aby zapobiec panującym tutaj (w Bydgoszczy) w dniach 3 i 4 września rozruchom”.
Po miesięcznym pobycie w więzieniu gestapo przy ul. Poniatowskiego, podczas którego był torturowany i poniżany, został 11 listopada 1939 „rozstrzelany w trybie doraźnym”. Miejsce jego kaźni nie zostało dokładnie ustalone.

## Życie prywatne
Leon Barciszewski od 1920 był żonaty z Zofią z Szynaków (1897–1975), córką Mariana Szynaki, działacza Związku Przemysłowców w Berlinie i współzałożyciela Związku Polaków w Niemczech. Miał syna Janusza (ur. 1921) i córkę Danutę (1925–2015), zamężną Borkowską. Syn Janusz (w 1939 maturzysta) został zamordowany wspólnie z ojcem przez hitlerowców w nieudokumentowanym miejscu. Podczas pobytu w Bydgoszczy zamieszkiwał dom przy ul. Wały Jagiellońskie.

## Ordery i odznaczenia
- Krzyż Kawalerski Orderu Odrodzenia Polski (11 listopada 1936)[5]
- Złoty Krzyż Zasługi (10 maja 1937)[6][3]
- Kawaler Orderu Legii Honorowej (Francja, 1924)

## Upamiętnienie
W 1981 powstała idea wzniesienia pomnika Leona Barciszewskiego, którą zrealizowano w 1989, lokalizując pomnik na noszącym imię prezydenta skwerze przy ul. Mostowej. Od 2009 pomnik znajduje się na Wełnianym Rynku.
Od 11 listopada 1981 Leon Barciszewski jest również patronem Szkoły Podstawowej nr 13 w Bydgoszczy.
Na ścianie budynku przy Wałach Jagiellońskich w Bydgoszczy, gdzie w latach 1932–1939 mieszkał, znajduje się tablica pamiątkowa.
Osobę prezydenta Barciszewskiego upamiętniają także: tablica pamiątkowa w kruchcie kościoła farnego oraz aleja w dzielnicy Fordon.